# Settrup

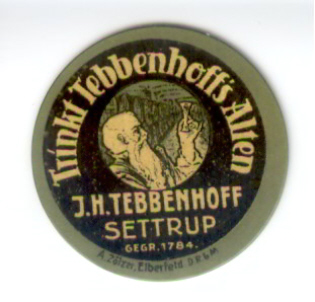
Vorderseite mit Werbetext: Trinkt Tebbenhoff’s Alten – J. H. Tebbenhoff – Settrup – Gegr. 1784 als Briefmarkenkapselgeld

Settrup, historisch auch Settorf und Settorpe ist eine Ortschaft der Stadt Fürstenau.
Die erste urkundliche Erwähnung findet sich aus dem Jahre 890 noch unter dem Namen Setdorphe im Heberegister des Klosters Werden bei Essen/Ruhr.

## Geographie
Settrup liegt südlich von Fürstenau und grenzt westlich an das Emsland und südlich an Nordrhein-Westfalen. Dort bildet es mit den Landkreisen Osnabrück, Emsland (Freren) und Steinfurt (Schale) ein Dreiländereck. Settrup liegt an der ehemaligen Bahnstrecke Duisburg–Quakenbrück.

## Geschichte
Die Burg an der Segelfort (auch Segelforth, Segelfahrt) ließ Fürstbischof Ludwig von Ravensberg um 1300 als Stützpunkt für den Norden seines Territoriums errichten. Dies führte zum Streit mit Graf Otto IV. von Tecklenburg-Ibbenbüren, der 1308 mit der Schlacht auf dem Haler Feld (bei Halen) endete. Als Folge der Friedensverhandlungen wurde die Burg geschleift und hinterlässt somit das Schloss Fürstenau im direkten Umkreis als einzige Anlage dieser Art. Im Zuge der Emsland-Melioration wurden 1960 vermutlich dieser Burg zuzuweisende Reste bestehend aus Bergfried, Graben und Palisadenmauer freigelegt.
Am 1. Juli 1972 wurde Settrup in die Stadt Fürstenau eingegliedert.
Bis zum Ende der 1980er Jahre wurden in der Kornbrennerei Tebbenhoff Schnäpse gebrannt und nach der Aufgabe wurde der Hof für verschiedene gewerbliche Zwecke umgestaltet wie ein Café und seit 1990 als Steinmetz.

## Kultur und Sehenswürdigkeiten
Im September wird der Bauernmarkt im und um das Heimathaus ausgetragen.
Der Heimatverein Settrup e.V. ist der Träger des Heimathauses, in dem auch der Schützenverein und der Jugendspielmannszug angesiedelt sind. In der ehemaligen Dorfschule ist nun ein Freizeitheim untergebracht, das von Schulklassen und Freizeitgruppen genutzt werden kann.